# David Dewhurst
David Dewhurst, född 18 augusti 1945 i Houston, är en amerikansk republikansk politiker. Han var viceguvernör i delstaten Texas 2003–2015.
Dewhurst avlade kandidatexamen vid University of Arizona där han spelade basket. Han gjorde karriär som CIA-agent, officer i USA:s flygvapen och inom affärslivet innan han blev politiker. År 2003 efterträdde han Bill Ratliff som viceguvernör.